# 大三巨頭
大三巨頭（英語：。又稱不朽三人組：Immortal Trio）是美國政壇三位政治家所組成的三頭政治，長久主宰19世紀上半葉的美國政壇。三人分別是肯塔基州的亨利·克萊、麻薩諸塞州的丹尼爾·韋伯斯特、和南卡羅來納州的約翰·考宏。三人間的互動可以說差不多就是第二政黨體系中的政治情節。三人組在政治上都極為活躍，各曾在不同時期當上國務卿、眾議員等，並同在參議院擔任參議員。
三人中最年長的克萊首先踏足全國性政壇，在副總統叛國審判中擔任阿倫·伯爾的律師，連任兩屆參議員，後當選為第十二屆國會的眾議院議長。約翰·考宏則是當屆國會的新科議員，與克萊在私誼和意識形態上關係緊密，從而成為因好戰而致1812年戰爭之鷹派的知名領袖。韋伯斯特於1813年當選為國會議員後立即領導反戰和反政府的聯邦黨，與民族主義者克萊和考宏就美國第二銀行特許狀和1816年關稅等戰後爭議纏鬥不休。在第十四屆國會後，考宏成為戰爭部長，韋伯斯特則拒絕連任，全心執業於波士頓的法界，從而得以參與最高法院所審理的具里程碑意義的案件，如達特矛斯學院訴伍華德案、吉本斯訴奧格登案、和麥卡洛克訴馬里蘭州案，在這些案件中代表合眾國銀行一造。
1832年，因考宏於聯邦法令廢止權危機中辭副總統職、回頭當選參議員，三人再次在參議院碰頭，此後一直同在參議院直至先後離世。韋伯斯特和考宏曾任國務卿，克萊則在1844年和1848年參選總統。這三人任職參議院期間正值美國政治壓力上升的時期，特別是在奴隸制等事上。三人各自代表美國當時的三種立場和其思維模式（西部的移居者、北方的商人、和南方的奴隸主）。大三巨頭正象徵著美國人民各自對立的觀點，和在政府中的聲音。導致1850年妥協案的辯論是三人最後的重大貢獻，卻受壓於新世代的政治領袖們，如傑佛遜·戴維斯、威廉·亨利·西華德和史蒂芬·阿諾·道格拉斯等人。
考宏在參議院就妥協案進行辯論時已病重到無法以其火爆的演說表達反對，只能交由詹姆斯·毛瑞·梅森代讀，自己則坐在議場中，此時距他於1850年3月31日去世僅僅兩週。克萊和韋伯斯特其後也於三年內相繼過世。

## 來源
1. ↑  "Pedligs.com". 的存檔，存档日期9 October 2011. Pedligs.com. Retrieved 17 October 2011.
2. ↑  . （原始内容存档于3 March 2010）.
3. ↑  "John C. Calhoun". 的存檔，存档日期4 February 2010.. 5.uua.org. Retrieved 17 October 2011.
4. ↑  "The Impending Crisis". 的存檔，存档日期28 January 2010. Highered.mcgraw-hill.com. Retrieved 17 October 2011.

## 進階閱讀
- Merrill D. Peterson (1988). The Great Triumvirate: Webster, Clay, and Calhoun. New York: Oxford University Press.
- H. W. Brands. . Doubleday. 2018. ISBN 978-0385542531.